# Галістео
Галістео (ісп. Galisteo) — муніципалітет в Іспанії, у складі автономної спільноти Естремадура, у провінції Касерес. Населення — 1095 осіб (2010).
Муніципалітет розташований на відстані близько 220 км на захід від Мадрида, 55 км на північ від Касереса.
На території муніципалітету розташовані такі населені пункти: (дані про населення за 2010 рік)
- Авар'єнтос: 3 особи
- Фуенте-дель-Сапо: 0 осіб
- Галістео: 1071 особа
- Сарталехо: 6 осіб
- Віньюелас: 14 осіб
- Харілья-дель-Сур: 1 особа

## Демографія
Динаміка населення (INE ):

## Галерея зображень

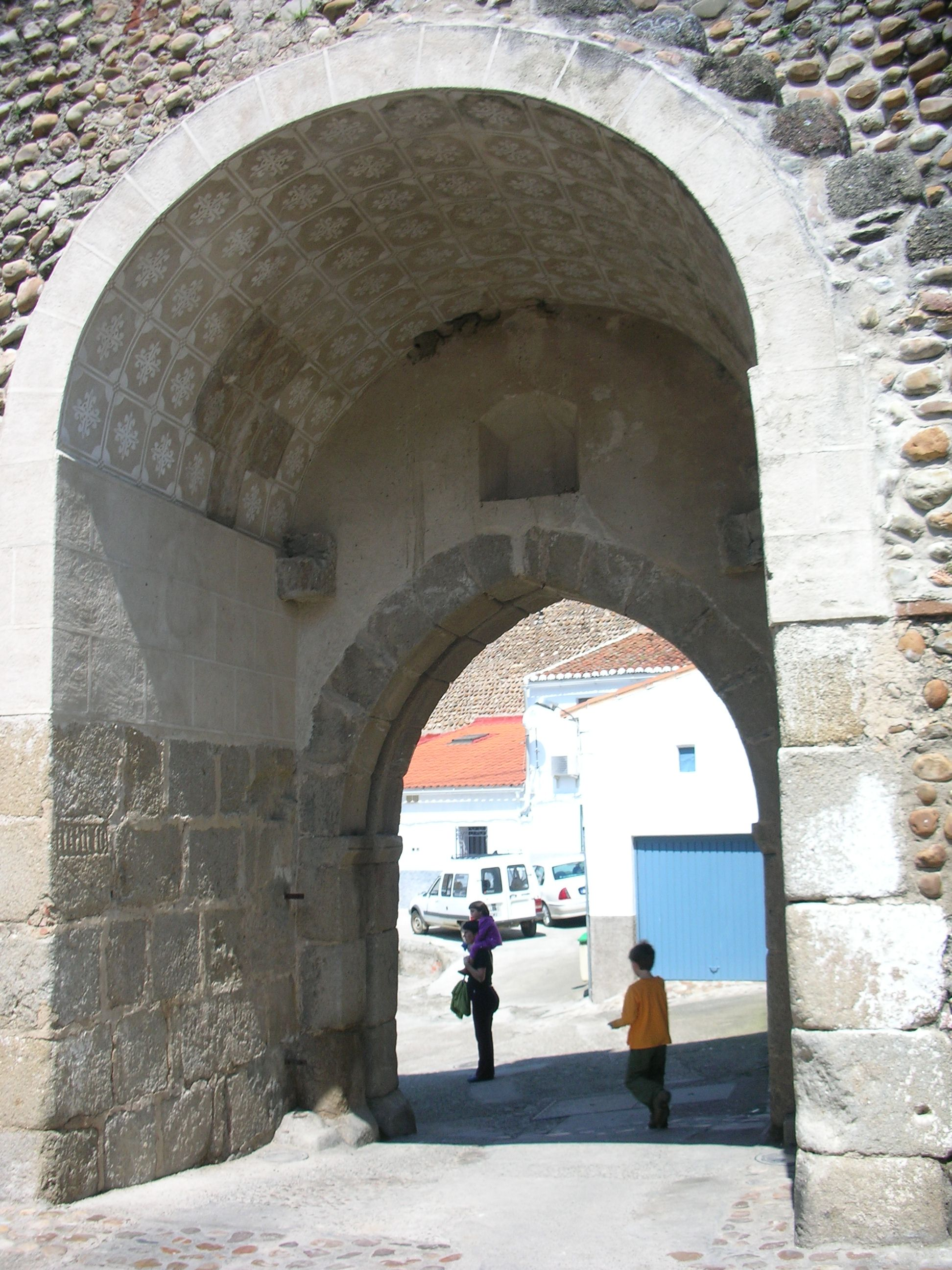
Галістео, міський мур
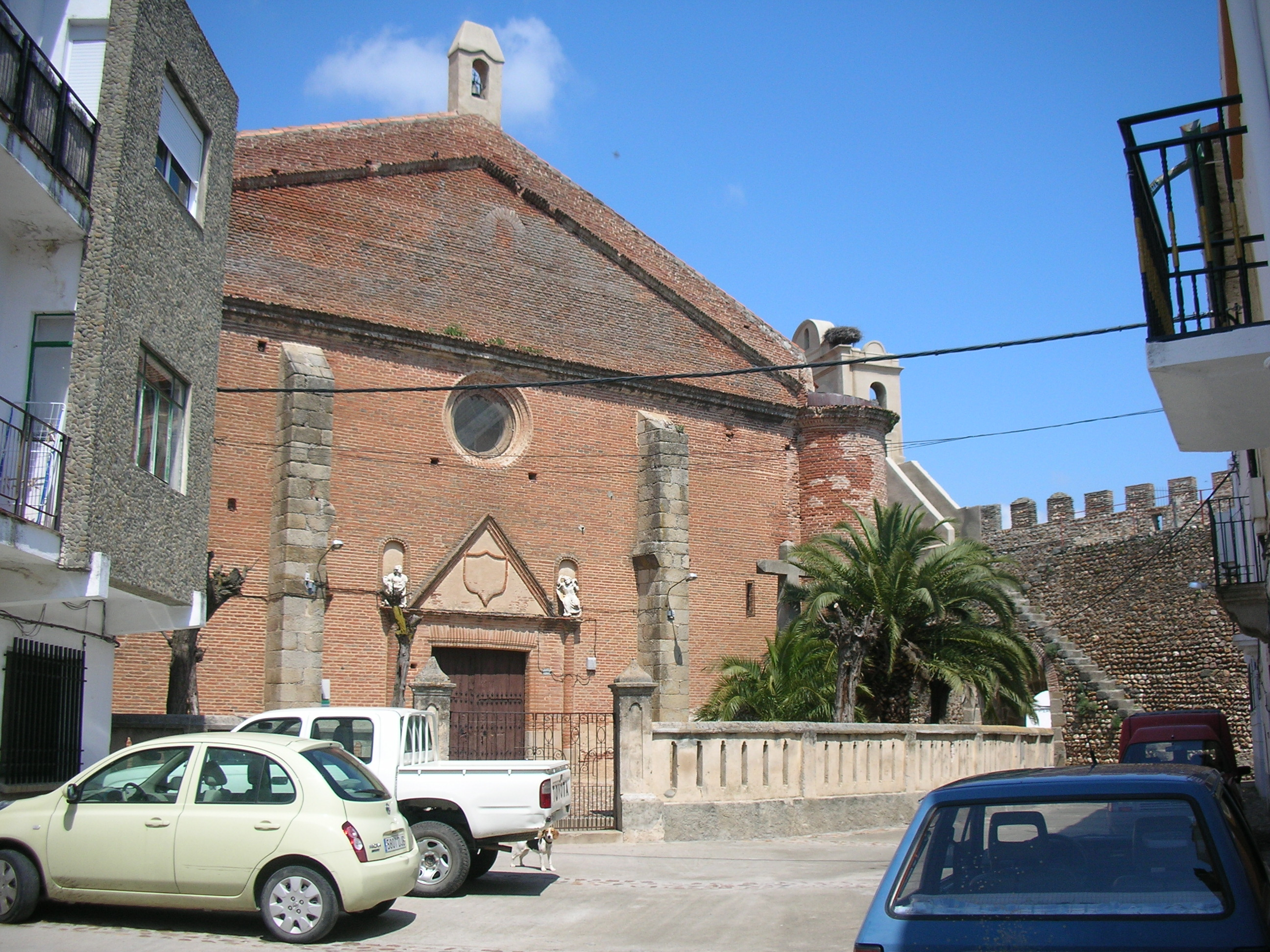
Церква Ла-Асунсьйон